# Aloe cryptopoda
Aloe cryptopoda är en grästrädsväxtart som beskrevs av John Gilbert Baker. Aloe cryptopoda ingår i släktet Aloe och familjen grästrädsväxter. Inga underarter finns listade i Catalogue of Life.

## Bildgalleri

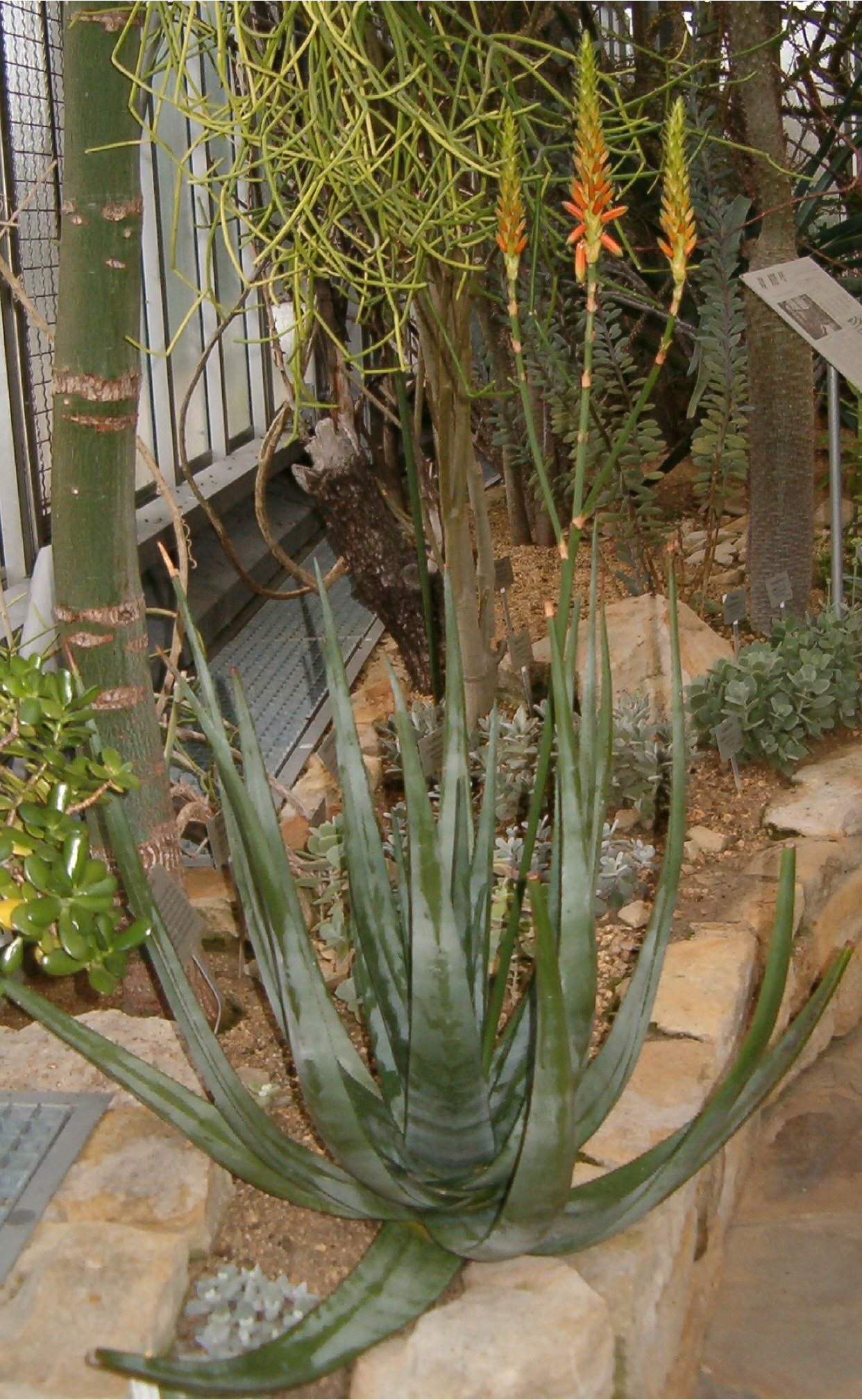
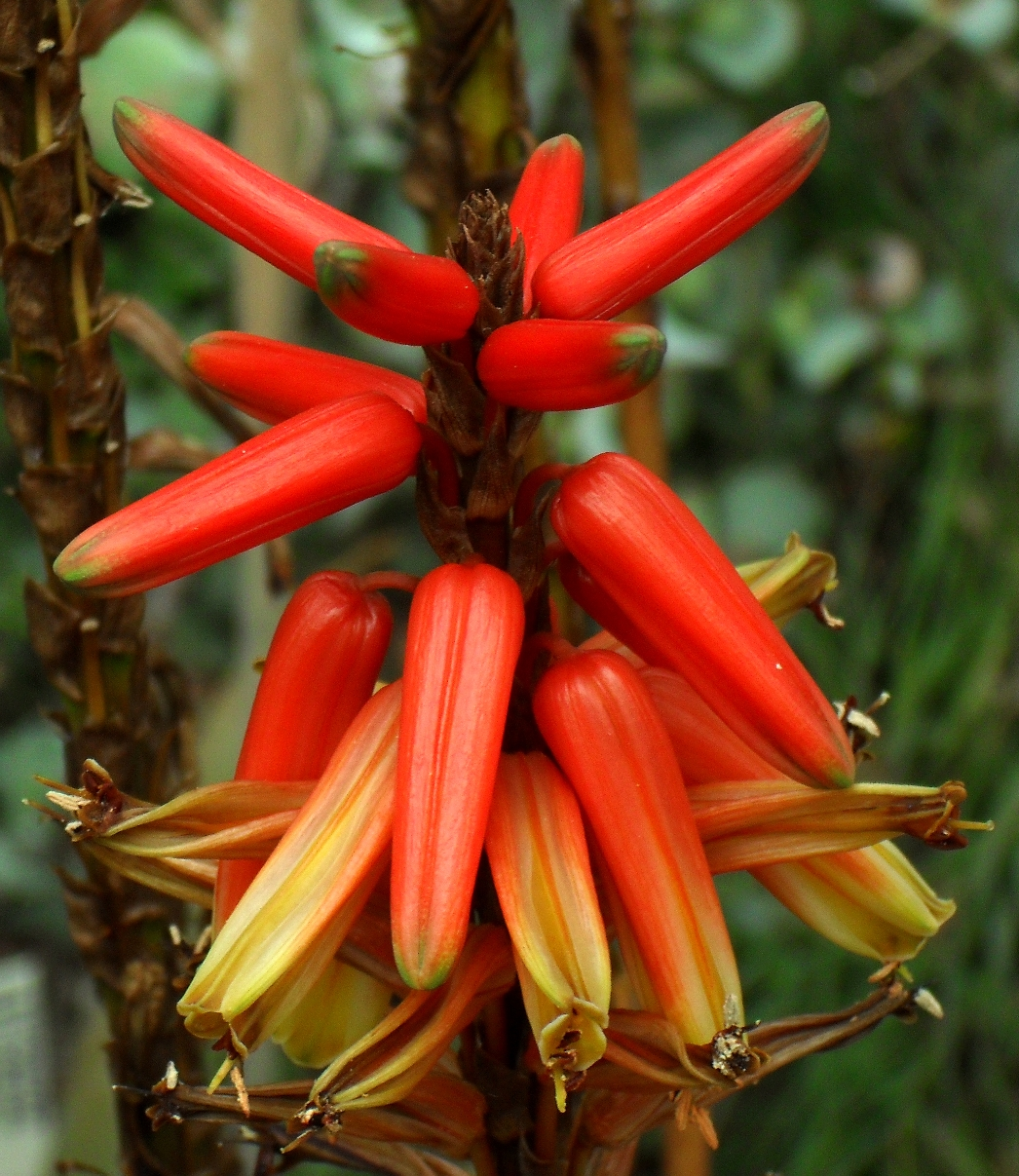
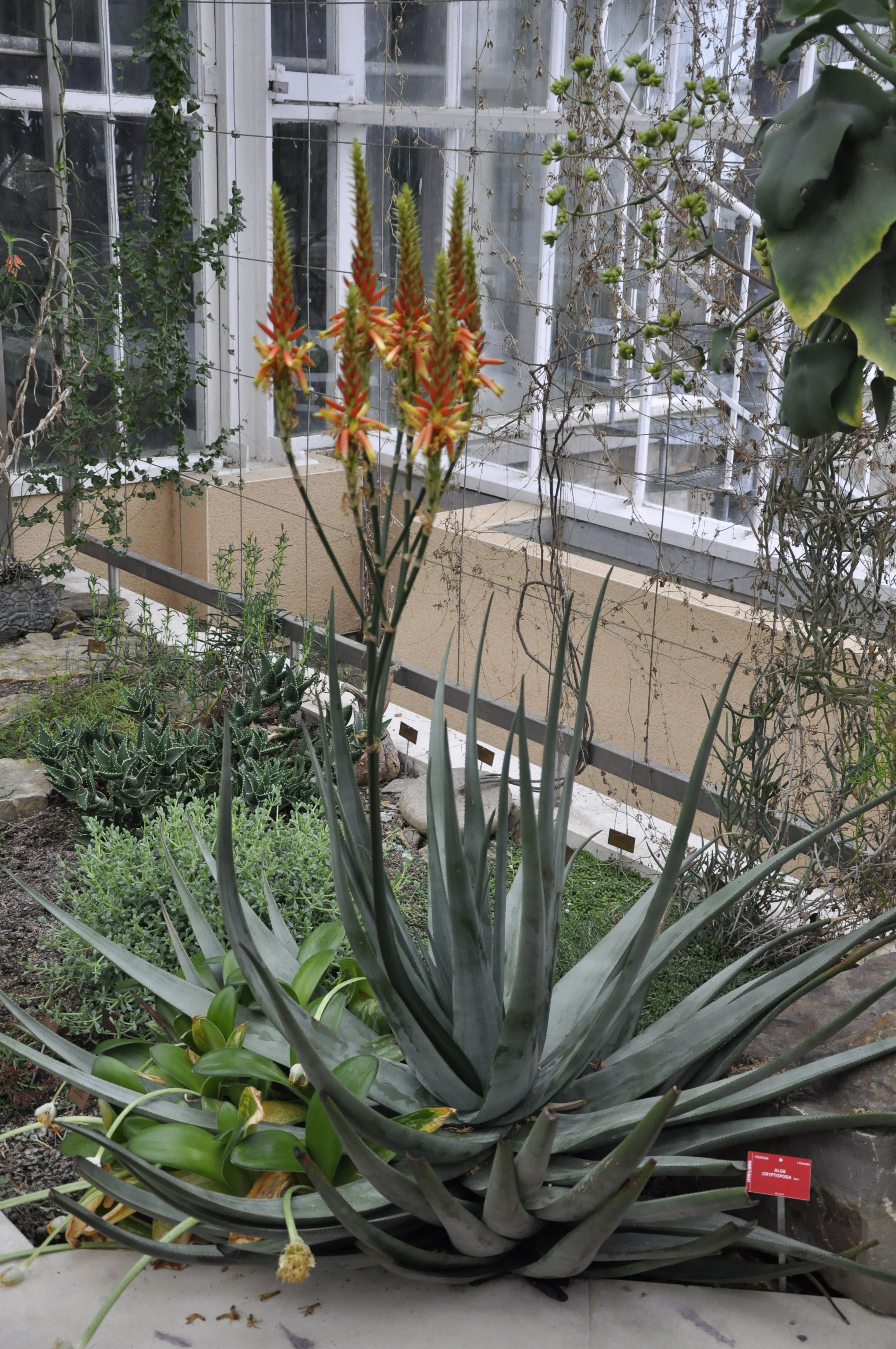
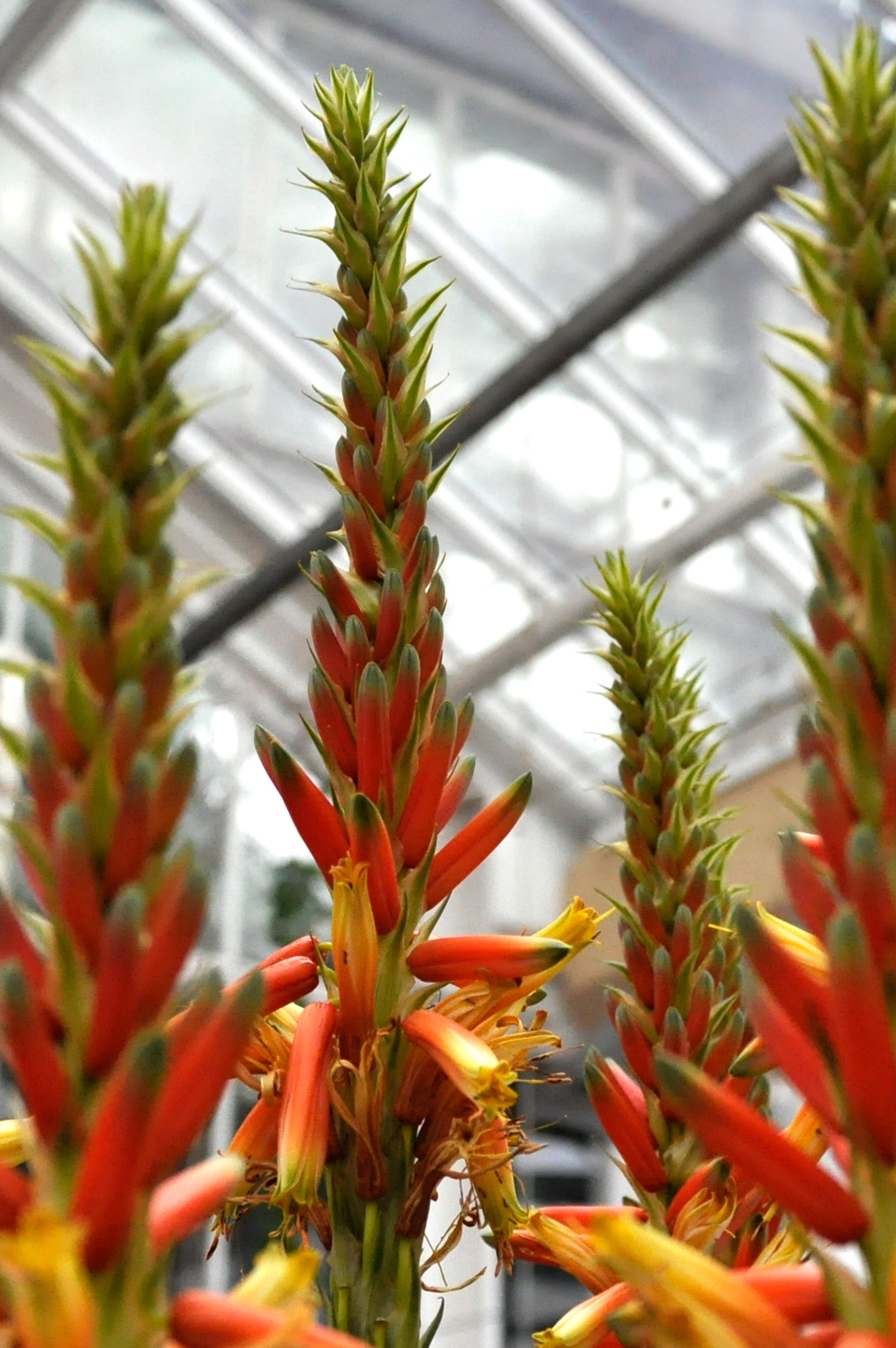
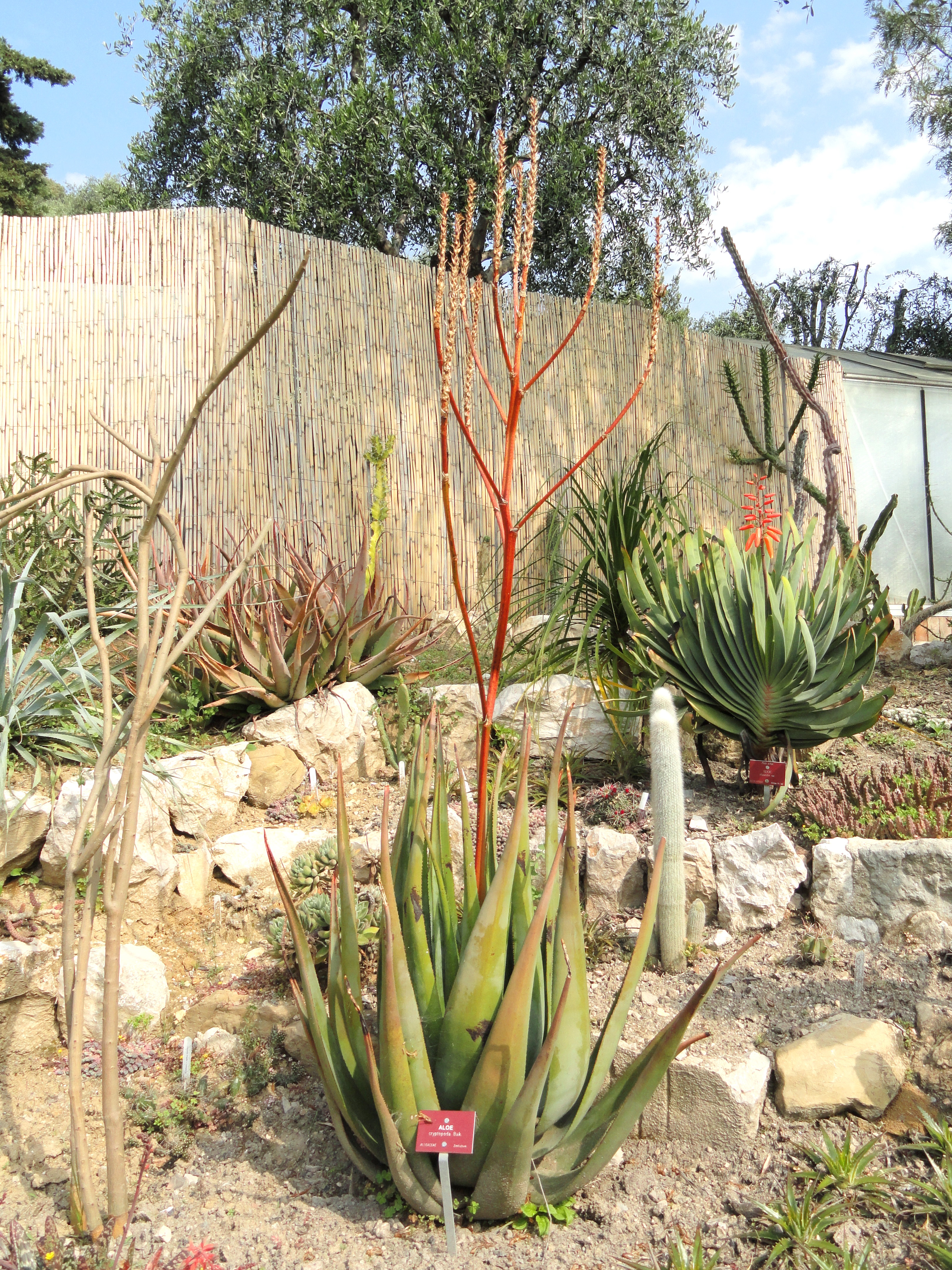